# Gòmfids
Els gòmfids (Gomphidae) són una família d'odonats anisòpters que té prop de 90 gènere i 900 espècies. Són libèl·lules de llarga cua; en les femelles és més curta, i inclusivament falta en algunes espècies.
Tenen els ulls molt separats, caràcter que comparteixen amb els Petaluridae i amb els zigòpters. Els adults mesuren usualment de 4 a 7 cm de longitud. Molts viuen en rierols o rius.

## Gòmfids de catalunya
Les espècies de gòmfids presents a Catalunya són:
- Rodadits esperonat (Gomphus graslinii)
- Rodadits groc (Gomphus simillimus)
- Rodadits de bassa (Gomphus pulchellus)
- Tallanassos gros (Onychogomphus uncatus)
- Tallanassos petit (Onychogomphus forcipatus)
- Tallanassos d'areny (Onychogomphus costae)